# 統和棋
統和棋（Orthokon），是L. Lynn Smith於2001年推出的兩人棋類。

## 棋具
- 4*4方格棋盤。
- 黑白棋類棋子。

## 規則
- 初始佈置為每方棋子各放在己側底行。
- 一回一著，每著需將一枚己棋朝八方之一移動，直到遇到其他棋子或棋邊才停止，並會使四方鄰邊格所有敵棋變成己方。
- 同化所有敵棋或僵死敵方獲勝[1]。

## 外部連結
- 遊戲介紹 （页面存档备份，存于）
- 遊戲下載